# Mercedes-Benz Axor
Il Mercedes-Benz Axor è un autocarro sviluppato dalla divisione veicoli commerciali della casa automobilistica tedesca Mercedes-Benz, commercializzato a partire dal 2001 e destinato a occupare la fascia di mercato per camion sulle medie distanze. Originariamente era prodotto nella sola versione trattore stradale, in occasione del primo restyling nel 2005 è poi andato a sostituire le varianti dell'autocarro Atego oltre 18 t.
Il veicolo era spinto da varie versioni di motori diesel 6 cilindri in linea, corrispondenti alle sigle OM906 LA, OM926 LA, OM457 LA. Le modifiche del 2005 non hanno stravolto il parco motori, puntando più su nuovi sistemi di cambio automatico e dispositivi di assistenza alla guida; è stato inoltre migliorato il comfort della cabina, disponibile in tre diverse configurazioni; il frontale è stato reso più simile a quello dell'Actros. Un secondo "lifting" è stato effettuato nel 2011.
L'Axor è stato utilizzato anche come veicolo militare e camion da corsa.